# 노관택
노관택(1930년 3월 7일 ~ 2023년 2월 4일)은 서울대학교병원장을 지낸 대한민국의 의사이다.
아들 노동영은 유방 관련 수술의 명의로 이현재 총리의 딸과 결혼했다.